# Jean Micault
Pour les articles homonymes, voir Micault.
Jean Micault, né le 28 décembre 1924 à Bois-Colombes et mort le 16 novembre 2021 à Comines, est un professeur de piano et pianiste français,.

## Biographie
Jean Micault est le descendant direct, par sa mère Marguerite Le Brun de Charmettes, de Philippe-Alexandre Le Brun de Charmettes (1785-1880), poète et historien.
Dès son plus jeune âge, il a étudié l'harmonie et obtenu des premières médailles en esthétique musicale et en musique de chambre, et est diplômé en pédagogie.
En piano, ces récompenses lui ont été décernées :
- 1er prix de piano du Conservatoire national supérieur de musique et de danse de Paris (CNSMDP),
- 1er grand prix Louis-Diémer en 1957,
- 1er grand prix international du concours Viotti de Verceil en 1950.

Son professeur fut Alfred Cortot qu'il côtoya douze ans, d'abord en tant qu'élève, puis comme assistant pendant plusieurs années à l'Académie Chigi de Sienne en Italie. Alfred Cortot le nomma, en 1949, professeur à l'École normale de musique de Paris - Alfred Cortot. Resté fidèle au vœu de son maître, il a enseigné dans cet établissement jusqu'en janvier 2006 tout en maintenant une activité ininterrompue de concertiste et de pédagogue au niveau international. Il a été également, durant onze ans, le successeur de la chaire de Walter Gieseking et d'Andor Földes à la Musikhochschule de Sarrebruck.
Il est présent dans de nombreux stages internationaux (France, Italie, Suisse, Allemagne, Belgique, Espagne, Japon où il s'est rendu deux mois par an, dix ans de suite). De 1996 à 2005, il a animé les classes de maître de chant et de piano à Thionville. Après une interruption de trois ans de son activité de concertiste pour des raisons de santé, il a repris les concerts et l'enseignement à partir de octobre 2009. Il a fêté son 85e anniversaire sur scène. Il est cité dans la biographie d'Alfred Cortot par Bernard Gavoty parmi les élèves les plus prometteurs du Maître. Dans l'ouvrage de Bernard Alink sur les Concours de piano internationaux, il apparaît avoir été de nombreuses fois membre de jurys de concours prestigieux (Viotti de Vercelli, Pozzoli de Seregno, et autres concours italiens ou européens). Il est resté huit ans président du Concours international de Piano Citta di Sulmona (Italie) jusqu'au tremblement de terre qui a frappé la région des Abruzzes (2009). Il est aussi président d'honneur du Concours Madeleine de Valmalète (Paris). Il est citoyen d'honneur des villes de Verceil (ou Vercelli), Bra et Sulmona en Italie et a reçu en 2005, à l'occasion de son 80e anniversaire une reconnaissance de la ville de Sarrebruck pour son activité artistique de trente années dans la région de la Sarre.
Jean Micault est considéré comme étant un  interprète majeur du répertoire romantique (Beethoven, Schumann, Chopin, Liszt…) mais son répertoire va de Bach aux contemporains. Il a créé des œuvres de compositeurs contemporains, pour la radio suisse italienne ou sur demande des compositeurs eux-mêmes, qu'il a interprétées en concert. Il a contribué à faire connaître en les programmant à ses concerts et en les enregistrant des œuvres du compositeur français Maurice Journeau.
C'est un de ses anciens élèves, Pierre Etcheverry, qui est son successeur à l'École normale de musique de Paris depuis janvier 2006.
Jean Micault enseigne et écrit en français, anglais, italien et allemand. Il rédige ses Souvenirs musicaux, témoignant de ses innombrables rencontres artistiques et humaines. Il a bien connu et fréquenté de nombreuses personnalités du monde musical et fut l'ami de nombreux pianistes et musiciens célèbres.

## Discographie (sélection)
- The Women Composers (Fanny Mendelssohn, Clara Schumann, Alma Mahler) ; Claudie Verhaeghe soprano; Jean Micault piano ; Arcobaleno, 1994, AAOC-93292
- Sonata no 2 and 3, Chopin, Discover International, Live Recording 1982, DICD 920286
- Chopin, Waltzes, Arcobaleno, 2003, AAOC - 94432
- Journeau, Prélude, Nocturnes, Nouvelles Impressions Fugitives, Jean Micault, Thomas Betz, pianistes, 2001, SKARBO DSK 1011
- Symphonie en ré mineur Variations symphoniques pour piano et orchestre ; César Franck,  Jean Micault, Louis Fourestier,  Orchestre des cento soli. Paris : Le club français du disque. (OCLC 54019039)
- Nombreux enregistrements publiés en vinyles : Beethoven (sonates et concertos) notamment pour le Club Français du Disque, Chopin (enregistrements en France et au Japon), Tchaikovsky (concertos).

Des extraits de concerts sont disponibles sur YouTube depuis 2010.